# درنک (ناحیه کلادنو)
درنک (به چکی: Drnek) یک منطقهٔ مسکونی در جمهوری چک است که در شهرستان کلادنو واقع شده‌است.